# Чемпионат России по самбо среди женщин 2011
Чемпионат России по самбо среди женщин 2011 года проходил в городе Краснокамске с 14 по 17 июня.

## Медалисты
| Весовая категория | Золото                                   | Серебро                         | Бронза                                                                     |
| ----------------- | ---------------------------------------- | ------------------------------- | -------------------------------------------------------------------------- |
| до 48 кг          | Мария Молчанова Краснокамск              | Полина Рубель Владивосток       | Гаянэ Арутюнян Москва Елена Бондарева Москва                               |
| до 52 кг          | Сусанна Мирзоян Пенза                    | Диана Алиева Москва             | Анна Кузяева Кстово Татьяна Никитина Давлеканово                           |
| до 56 кг          | Татьяна Зенченко Владивосток             | Надежда Зайцева Санкт-Петербург | Мария Румянцева Березники Алёна Москалёва Новосибирск                      |
| до 60 кг          | Олеся Кондратьева Ангарск                | Екатерина Оноприенко Пермь      | Светлана Бурцева Березники Ирина Биндер Березники                          |
| до 64 кг          | Ольга Усольцева Рязань                   | Ирина Громова Барнаул           | Юлия Семёнова Калуга Анна Булавина Санкт-Петербург                         |
| до 68 кг          | Марина Кормильцева Пермь                 | Ольга Артошина Берёзовка        | Светлана Семёнова Калуга Римма Тропина Новосибирск                         |
| до 72 кг          | Светлана Галянт Петропавловск-Камчатский | Светлана Аверушкина Пермь       | Таисия Киреева Сысерть Евгения Скворцова Москва                            |
| до 80 кг          | Наталья Казанцева Тюмень                 | Эльпида Асланова Анапа          | Марьям Исланбекова Петропавловск-Камчатский Анна Субботина Санкт-Петербург |
| свыше 80 кг       | Елена Хакимова Бузулук                   | Анна Балашова Пермь             | Ирина Родина Краснокамск Светлана Федосеенко Болотное                      |

## Командный зачёт

### По регионам
1. Пермский край;
2. Приморский край;
3. Камчатский край.

### По округам
1. Приволжский федеральный округ;
2. Сибирский федеральный округ;
3. Дальневосточный федеральный округ;